# Liste der Kulturgüter von nationaler Bedeutung im Kanton Schwyz
Diese Liste enthält alle national bedeutenden Kulturgüter (A-Objekte, geregelt in KGSV) im Kanton Schwyz, die in der Ausgabe 2009 (Stand: 1. Januar 2018) des Schweizerischen Inventars der Kulturgüter von nationaler und regionaler Bedeutung vermerkt sind. Sie ist nach politischen Gemeinden sortiert; enthalten sind 49 Einzelbauten, acht Sammlungen, zehn archäologische Fundstellen und ein Spezialfall.

## Abkürzungen
- A: Archäologie
- Arch: Archiv
- B: Bibliothek
- E: Einzelobjekt
- M: Museum
- O: Mehrteiliges Objekt
- S: Spezialfall

## Inventar nach Gemeinde

### Altendorf
| KGS-Nr. | Foto | Objektbezeichnung                    | Typ | Adresse    | Koordinaten     |
| ------- | ---- | ------------------------------------ | --- | ---------- | --------------- |
| 04763   |      | Kapelle St. Johann und Sigristenhaus | O   | Burgweg 28 | 706300 / 226950 |
| 10482   |      | Alt Rapperswil (Burgstelle)          | A   |            | 706300 / 226950 |

### Arth
| KGS-Nr. | Foto | Objektbezeichnung              | Typ | Adresse                            | Koordinaten     |
| ------- | ---- | ------------------------------ | --- | ---------------------------------- | --------------- |
| 04766   |      | Pfarrkirche St. Georg und Zeno | E   | Kirchweg                           | 682380 / 213079 |
| 09673   |      | Mittelalterliche Letzinen      | O   | Oberarth, Gotthardstrasse/Türliweg | 683260 / 212279 |
| 10175   |      | Hochperron der Rigibahn        | S   | Goldau, Bahnhofstrasse             | 684278 / 211498 |
| 11625   |      | Haus (Alte Post)               | E   | Oberarth, Gotthardstrasse 29       | 683280 / 212237 |
| 11626   |      | Kapelle Reding                 | E   | Oberarth, Gotthardstrasse 25       | 683224 / 212312 |

### Einsiedeln
| KGS-Nr. | Foto | Objektbezeichnung                          | Typ | Adresse            | Koordinaten     |
| ------- | ---- | ------------------------------------------ | --- | ------------------ | --------------- |
| 04774   |      | Kloster Einsiedeln                         | O   | Klosterplatz       | 699700 / 220369 |
| 04777   |      | Teufelsbrücke am Etzel                     | E   | Egg, Etzelstrasse  | 700730 / 224900 |
| 04778   |      | Meinradskapelle und Pilgerhaus St. Meinrad | O   | Etzelstrasse       | 701101 / 225556 |
| 08520   |      | Sammlung der Benediktinerabtei Einsiedeln  | B   | Klosterplatz       | 699709 / 220372 |
| 08913   |      | Klosterarchiv sowie Musikaliensammlung     | B   | Klosterplatz       | 699720 / 220373 |
| 09308   |      | Stiftsbibliothek Einsiedeln                | B   | Klosterplatz       | 699734 / 220375 |
| 09309   |      | Bibliothek der Stiftung Werner Oechslin    | B   | Luegetenstrasse 11 | 699321 / 220178 |
| 09400   |      | Haus zur Ilge                              | E   | Schwanenstrasse 44 | 699488 / 220302 |

### Freienbach
| KGS-Nr. | Foto | Objektbezeichnung                                                                   | Typ | Adresse                     | Koordinaten     |
| ------- | ---- | ----------------------------------------------------------------------------------- | --- | --------------------------- | --------------- |
| 04787   |      | Pfarrkirche St. Peter und Paul und Martinskapelle                                   | O   | Ufenau                      | 701500 / 230540 |
| 04788   |      | Stiftsstatthalterei mit Schlossturm und Wassergraben                                | O   | Pfäffikon, Unterdorfstrasse | 701236 / 229050 |
| 08514   |      | Seedamm Kulturzentrum Pfäffikon                                                     | M   | Pfäffikon, Gwattstrasse 15  | 702710 / 228641 |
| 09669   |      | Hurden-Rosshorn (prähistorische und historische Brücken/Stege)                      | A   |                             | 703750 / 230680 |
| 09670   |      | Ufenau (prähistorische Seeufersiedlung, römischer Tempel, mittelalterliche Anlagen) | A   | Ufenau                      | 701500 / 230540 |

### Galgenen
| KGS-Nr. | Foto | Objektbezeichnung                  | Typ | Adresse       | Koordinaten     |
| ------- | ---- | ---------------------------------- | --- | ------------- | --------------- |
| 04794   |      | Katholische Pfarrkirche St. Martin | E   | Kirchweg      | 708820 / 226699 |
| 04795   |      | Kapelle St. Jost                   | E   | Kapellstrasse | 708791 / 226265 |

### Gersau
| KGS-Nr. | Foto | Objektbezeichnung         | Typ | Adresse      | Koordinaten     |
| ------- | ---- | ------------------------- | --- | ------------ | --------------- |
| 04799   |      | Pfarrkirche St. Marzellus | E   | Grandstrasse | 682960 / 205039 |

### Küssnacht
| KGS-Nr. | Foto | Objektbezeichnung            | Typ | Adresse         | Koordinaten     |
| ------- | ---- | ---------------------------- | --- | --------------- | --------------- |
| 04813   |      | Gesslerburg                  | A E | Seebodenstrasse | 676700 / 215049 |
| 04815   |      | Hohle Gasse mit Tellskapelle | O   | Hohle Gasse     | 677027 / 216230 |

### Lachen
| KGS-Nr. | Foto | Objektbezeichnung                    | Typ | Adresse    | Koordinaten     |
| ------- | ---- | ------------------------------------ | --- | ---------- | --------------- |
| 04823   |      | Katholische Pfarrkirche Heilig-Kreuz | E   | Kirchplatz | 707020 / 227790 |

### Morschach
| KGS-Nr. | Foto | Objektbezeichnung           | Typ | Adresse        | Koordinaten     |
| ------- | ---- | --------------------------- | --- | -------------- | --------------- |
| 11627   |      | Haus Silbergasse            | E   | Silbergasse    | 690063 / 204212 |
| 11628   |      | Haus Tannen                 | E   | Schiltistrasse | 689871 / 201874 |
| 11629   |      | Haus Tannen (Sträbismattli) | E   | Schiltistrasse | 689944 / 201853 |

### Muotathal
| KGS-Nr. | Foto | Objektbezeichnung                                  | Typ | Adresse | Koordinaten     |
| ------- | ---- | -------------------------------------------------- | --- | ------- | --------------- |
| 04833   |      | Katholische Pfarrkirche St. Sigismund und Walpurga | E   | Wil     | 700540 / 203769 |

### Rothenthurm
| KGS-Nr. | Foto | Objektbezeichnung                   | Typ | Adresse        | Koordinaten     |
| ------- | ---- | ----------------------------------- | --- | -------------- | --------------- |
| 09672   |      | Mittelalterliche Letzinen, Wehrturm | A   | Höhenweg       | 693460 / 217799 |
| 11652   |      | Roter Turm und Tor                  | A E | Altmattstrasse | 693932 / 217969 |

### Sattel
| KGS-Nr. | Foto | Objektbezeichnung                           | Typ | Adresse      | Koordinaten     |
| ------- | ---- | ------------------------------------------- | --- | ------------ | --------------- |
| 04842   |      | Morgarten, Gedenkstätte mit Schlachtkapelle | O   | Ägeristrasse | 690727 / 216150 |
| 09674   |      | Mittelalterliche Letzinen                   | A   | Ägeristrasse | 690801 / 216290 |
| 10210   |      | Letziturm                                   | E   | Ägeristrasse | 690800 / 216289 |

### Schübelbach
| KGS-Nr. | Foto | Objektbezeichnung | Typ | Adresse                   | Koordinaten     |
| ------- | ---- | ----------------- | --- | ------------------------- | --------------- |
| 04848   |      | Kraftwerk Wägital | E   | Siebnen, Eisenburgstrasse | 710790 / 225550 |

### Schwyz
| KGS-Nr. | Foto | Objektbezeichnung                                   | Typ  | Adresse                   | Koordinaten     |
| ------- | ---- | --------------------------------------------------- | ---- | ------------------------- | --------------- |
| 04850   |      | Bundesbriefmuseum (Gebäude)                         | E    | Bahnhofstrasse 20         | 691965 / 208612 |
| 04852   |      | Hofstatt Ital Reding                                | O    | Rickenbachstrasse 24      | 692539 / 208563 |
| 04853   |      | Katholische Pfarrkirche St. Martin                  | O    | Hauptplatz                | 692360 / 208517 |
| 04854   |      | Palais Büeler (ehemals Palais von Weber)            | E    | Herrengasse 42            | 691992 / 208747 |
| 04855   |      | Rathaus                                             | E    | Hauptplatz 1              | 692387 / 208457 |
| 04858   |      | Dominikanerinnenkloster St. Peter am Bach           | O    | Strehlgasse 18            | 692584 / 208373 |
| 04860   |      | Haus Grosshus                                       | E    | Strehlgasse 12            | 692488 / 208382 |
| 04861   |      | Haus Ab Yberg im Grund mit Kapelle St. Sebastian    | O    | Grundstrasse 82           | 692674 / 207558 |
| 04862   |      | Haus Ceberg im Feldli                               | E    | Theodosiusweg 20          | 692500 / 208879 |
| 04866   |      | Hettlingerhäuser                                    | O    | Rickenbachstrasse 31, 35  | 692625 / 208614 |
| 04873   |      | Maihof, Palais Nideröst                             | O    | Schlagstrasse             | 691751 / 209264 |
| 04876   |      | Reding-Haus                                         | E    | Schmiedgasse 6            | 692256 / 208421 |
| 04879   |      | Herrenhaus Waldegg                                  | O    | Waldeggstrasse            | 693030 / 207838 |
| 08802   |      | Staatsarchiv Schwyz                                 | Arch | Kollegiumstrasse 30       | 692423 / 208872 |
| 09675   |      | Dorf (mittelalterlicher/neuzeitlicher Flecken)      | A    |                           | 692500 / 208449 |
| 09749   |      | Kerchel mit Heiligkreuzkapelle                      | E    | Schulgasse                | 692391 / 208560 |
| 09750   |      | Haus Bethlehem                                      | E    | Reichsstrasse 9           | 692474 / 208503 |
| 09757   |      | Wohnhaus (Köplihaus)                                | E    | Engiberg 4, 8             | 690555 / 210819 |
| 11630   |      | Haus                                                | E    | Gotthardstrasse 99        | 691705 / 207743 |
| 11631   |      | Haus Immenfeld                                      | E    |                           | 692995 / 207619 |
| 11632   |      | Haus                                                | E    | Kaltbach, Langfeldweg 14  | 691634 / 209894 |
| 11633   |      | Haus                                                | E    | Ibach, Oberschönenbuch 79 | 691911 / 205843 |
| 11689   |      | Einsiedelei mit Kapelle 14 Nothelfer und Bruderhaus | O    | Rickenbach, Bergstrasse   | 693750 / 208379 |
| 11789   |      | Forum der Schweizer Geschichte (Sammlung)           | M    | Zeughausstrasse 5         | 692213 / 208520 |
| 11851   |      | Bundesbriefmuseum (Sammlung)                        | M    | Bahnhofstrasse 20         | 691965 / 208612 |

### Steinen
| KGS-Nr. | Foto | Objektbezeichnung                              | Typ | Adresse        | Koordinaten     |
| ------- | ---- | ---------------------------------------------- | --- | -------------- | --------------- |
| 04884   |      | Beinhaus                                       | E   | Dorfplatz      | 689265 / 211679 |
| 11765   |      | Ehemaliges Zisterzienserinnenkloster in der Au | A   | Au, Choliweg   | 688650 / 210569 |
| 11766   |      | Haus                                           | E   | Herrengasse 11 | 689161 / 211571 |
| 11767   |      | Haus                                           | E   | Herrengasse 15 | 689150 / 211578 |
| 11768   |      | Haus                                           | E   | Räbengasse 17  | 689172 / 211138 |

### Tuggen
| KGS-Nr. | Foto | Objektbezeichnung | Typ | Adresse       | Koordinaten     |
| ------- | ---- | ----------------- | --- | ------------- | --------------- |
| 10211   |      | Turm Grynau       | E   | Grynaustrasse | 716005 / 230634 |